# 蒸し大豆
蒸し大豆（むしだいず）とは、大豆における調理法の一つである。

## 製法
水漬けにした大豆を蒸し器で蒸したもの。圧力鍋で作ることもできる。
市販されているものは、水に浸漬した大豆を包材に充填したのち密封し、加圧加熱によって大豆が含む水分によって袋の中で蒸されているものが多い。

## 調理法における歴史
大豆を蒸すこと自体は、味噌や納豆などを作る過程で古くより行われていたが、加工調理の工程にすぎず、それそのものを食べることを目的とされてはいなかった。
市販品としては2004年1月にマルヤナギ（現 株式会社マルヤナギ小倉屋）が発売した「健康＋おいしい　蒸し大豆」が最初の商品。その後フジッコ、カネハツ、マルサンアイなどのメーカーが続けて発売した。
2014年2月3日放送のNHK「あさイチ」での「大豆がすごい」特集で蒸し大豆のおいしさや栄養、利便性が取り上げたことで話題を呼び、店頭は品薄状態に。このことがきっかけとなり、多くのメディアで蒸し大豆が取り上げられるようになり、市場が急激に拡大していった。
2015年12月発表の「食品成分表2015」（文部科学省）から「蒸し大豆」の項目が掲載された。
2017年7月放送の2度目のNHK「あさイチ」、2018年8月放送のTBS「名医のTHE太鼓判」など、TV番組で大きな反響を呼ぶたびに市場は拡大を繰り返した。
2019年1月、蒸し豆の市場規模が水煮豆の市場を超える結果となった。※出典：KSP-POSデータ

## 蒸し大豆の特徴
その用途から、水煮大豆と比較されることが多いが、うまみや水溶性の栄養素が茹で水に流出しがちな「水煮」と異なり、うまみ・栄養素の流出が抑えられている。
大豆本来の旨みが強いため、「そのまま食べる」こともでき、スナック的に蒸し大豆だけで食べる他、サラダやスープなどへのトッピングやごはんに混ぜるだけの豆ごはんなど。また、調理する場合も、煮込む必要がなく仕上げに加えて味をなじませるだけで食べることができる。
原材料は大豆なので、栄養としてはたんぱく質をはじめとして脂質・イソフラボン・食物繊維・各種ビタミンミネラル類など、様々な栄養素を含んでいる。
市販品は、持ち運びや保管に便利で、また封をあけてそのまますぐに使用できる。
派生品として、蒸し黒豆・蒸しサラダ豆・蒸しひよこ豆・蒸しもち麦・蒸し雑穀・蒸しキヌアなど、豆や雑穀を中心として多くのバリエーションがある。
水煮大豆と比較して、水溶性の栄養素を中心に多くの栄養が含まれているのが特徴。
2015年12月に発表された「日本食品成分表2015」から「大豆」に「蒸し（黄大豆）」の項目が新設された。
蒸し大豆が水煮大豆に比較しておいしいことを示す指標として、グルタミン酸のデータがある。蒸し大豆のグルタミン酸含有量が20mg（100ｇ中）に対して、水煮大豆は7mg（100g中）と約2.8倍となっている。※日本食品分析センター調べ

## 蒸し大豆料理の例
蒸し大豆ごはんもっともシンプルな蒸し大豆料理。炊き立てのご飯に蒸し大豆を適量とお好みで塩をふり、混ぜる。大豆のあまみと旨みがごはんの甘みとあいまって、絶妙なおいしさ。
節分汁豚汁やけんちん汁に蒸し大豆をいれたもの。年々減少する豆まきに代わる、大豆を食べる節分の行事食。恵方巻きとセットにすることで、栄養バランスが整い、真の意味での無病息災に。
他、サラダ・カレー・煮物・ハンバーグ・蒸しパンなど、どのような料理にも簡単に活用できる。